# Мунтеле Мик (Караш-Северин)
Мунтеле Мик (рум. Muntele Mic) насеље је у Румунији у округу Караш-Северин. Oпштина се налази на надморској висини од 316 m.

## Становништво
Према подацима из 2011. године у насељу је живело 3541 становника.